# Eric Nussbaumer
Eric Nussbaumer, né le 11 juillet 1960 à Mulhouse (originaire de Lüterkofen, titulaire d'une double nationalité franco-suisse), est une personnalité politique suisse, membre du Parti socialiste.
Il est député du canton de Bâle-Campagne (BL) au Conseil national depuis décembre 2007 et préside le conseil de décembre 2023 à décembre 2024.

## Biographie
Eric Nussbaumer naît le 11 juillet 1960 à Mulhouse. Il est originaire de Lüterkofen (SO) et possède également la nationalité française.
Il grandit à Effretikon et Brütten[réf. nécessaire], dans le canton de Zurich. En 1988, il déménage dans le canton de Bâle-Campagne, d'abord à Frenkendorf, puis Liestal depuis 2015[réf. nécessaire].
Après ses études secondaires, il fait un apprentissage d'électricien. Il poursuite ensuite ses études au Technikum de Winterthour en tant qu'ingénieur électricien HTL, études qu'il achève en 1983[réf. nécessaire].
Il travaille d'abord deux ans à Zurich, puis en Suisse romande, à Préverenges (VD) de 1986 à 1987. Il réside ensuite avec sa famille aux États-Unis pendant un an, où il étudie la théologie et l'éthique au Séminaire biblique anabaptiste mennonite (AMBS) à Elkhart, dans l'Indiana[réf. nécessaire].
En 1988, de retour en Suisse, il devient directeur général d'ADEV Energiegenossenschaft. Il renonce à ce poste en 2009, après son élection au Conseil national deux ans plus tôt[source secondaire souhaitée].
Il est marié et père de trois enfants. Il a le grade d'appointé à l'armée.
Impliqué dans l'Église évangélique méthodiste, il est aussi capitaine de l'équipe de football du Conseil national[réf. nécessaire].

## Parcours politique
Il est membre de la commission communale (Gemeindekommission, élue directement par le peuple) de Frenkendorf de 1992 à 2004, et membre de sa commission de gestion de 1996 à 2000. Il est parallèlement vice-président du PS bâlois de 1995 à 1999, puis président jusqu'en 2005.
Il accède au parlement cantonal en juillet 1998 et y siège jusqu'en décembre 2007. Il le préside en 2005-2006. Il y est, entre autres, membre de la Commission de l'économie et de la santé, de la Commission spéciale du Parlement et de l'administration et de la Commission des finances.
En 2007, Il est candidat aux côtés d'Urs Wüthrich au Conseil d'État du canton de Bâle-Campagne, mais il ne termine que sixième et n'est donc pas élu[réf. nécessaire]. Il se présente la même année, lors des élections fédérales, au Conseil national. Initialement non élu, il accède à la Chambre basse grâce à l'élection de son collègue de parti, Claude Janiak, au Conseil des États. Il est membre de la Commission de l'environnement, de l'aménagement du territoire et de l'énergie (CEATE) jusqu'en décembre 2019 et membre de la Commission de politique extérieure (CPE) depuis novembre 2013.
En janvier 2013, il se présente lors de l'élection complémentaire en remplacement du conseiller d'État Adrian Ballmer. Arrivé légèrement en tête au premier tour, il échoue au second tour, en avril 2013, contre le candidat de l'Union démocratique du centre Thomas Weber.
Réélu pour un cinquième mandat en octobre 2023, il est élu dans la foulée à la présidence du Conseil national le 4 décembre 2023.

## Profil politique
Ses priorités politiques sont la politique énergétique et la politique européenne[réf. nécessaire].